# Schaf- und Ziegenbrucellose
Die Schaf- und Ziegenbrucellose ist eine Deckseuche von Schafen und Ziegen, die vom Bakterium Brucella melitensis aus der Gattung Brucella verursacht wird.

## Epidemiologie
Schaf und Ziege stellen den Hauptwirt, während Rinder, Schweine, Hunde und auch der Mensch die Nebenwirte bilden. Es kommen die Biovare 1–3 vor. Unter allen Brucella-Arten besitzt B. melitensis die höchste Virulenz für Menschen (Maltafieber).
Die Seuche ist im Mittelmeergebiet und den tropischen und subtropischen Gebieten Afrikas, Asiens und Amerikas verbreitet.

## Ätiologie und Pathogenese
Die Ansteckung erfolgt gewöhnlich über den Deckakt oder peroral. Auch Infektionen über die Haut werden vermutet. Besonders in infizierten Nachgeburten und Aborten sind viele Brucellen enthalten. Sie werden aber auch über Milch, Harn, Kot und Nasensekret ausgeschieden.

## Klinik
Die bakteriämische Phase der Brucellose ist klinisch unauffällig abgesehen von einer leichten Temperaturerhöhung, die oft unbemerkt bleibt. In der zweiten Hälfte der Trächtigkeit kommen Verlammungen vor, die oft mit einem Nachgeburtsverhalten einhergehen. Weiterhin kommen Sehnenentzündungen, Schleimbeutelentzündungen und Gelenksentzündungen vor. Euterentzündungen bleiben oft unbemerkt, haben aber eine Erregerausscheidung zur Folge. Infizierte Böcke erkranken an Hodenentzündungen und Nebenhodenentzündungen. Nach dem Abort einer Aue/Geiß ist sowohl eine weitere Aufnahme als auch Sterilität möglich. In einem Bestand verläuft die Schaf- und Ziegenbrucellose seuchenhaft. Die Prognose für das Einzeltier ist günstig, die seuchenhaften Bestandserkrankungen verursachen jedoch sehr hohe Verluste und stellen ein hohes Gesundheitsrisiko für den Menschen dar.

## Diagnose
Die Erreger lassen sich per Serologie in Blut, Milch und Sperma feststellen. Außerdem lassen sie sich aus Früchten, Eihäuten und Milch und Sperma anzüchten. Sehr selten angewandt werden intrakutane Brucellintests.

## Tierseuchenbekämpfung
Die Brucellose ist eine anzeigepflichtige Tierseuche und eine sehr gefährliche Zoonose. Die Durchführung serologischer Untersuchungen ist im EU-Recht geregelt. Die Bekämpfung ist in der Verordnung zum Schutz gegen die Brucellose der Rinder, Schweine, Schafe und Ziegen (20. Dezember 2005) geregelt. Behandlungen und Impfungen sind in Deutschland verboten. In endemischen Ländern werden verstärkt Impfprogramme durchgeführt.